# 殷馨梓
尹馨梓（8月26日—）歌手兼词曲创作、演员，近年开始涉足影视。毕业于北京舞蹈学院。
自从电视剧《香粉传奇》播出后受到关注，而一举成名。但是其行事低调，并未在公众场合漏过面，也无资料可查，所以是个近乎神秘的歌手。
近年开始参与影视剧的演出，但是仍少有在媒体中出现过，行事依然低调。

## 音乐作品
- 《萍踪侠影》片尾曲　　《蝴蝶自在》
- 《秦王李世民》片尾曲　《你好就好》
- 《永恒恋人》片尾曲　　《伤心一百天》
- 《早春二月》片尾曲　　《我的乖》
- 《香粉世家》片尾曲　　《月中天》
- 《反串》    片尾曲　　《无言告别》

## 电影
《小镇少年》 陈东红

## 电视剧
- 《大刀》秦小蓉
- 《夜奔》唐小芙
- 《非常24小时》 莫莫
- 《恋恋东丽湖》 白林